# Abyla haeckeli
Abyla haeckeli är en nässeldjursart som beskrevs av Adrien Jacques de Lens och Van Riemsdijk 1908. Abyla haeckeli ingår i släktet Abyla och familjen Abylidae. Inga underarter finns listade i Catalogue of Life.